# Wola Orzechowska
Wola Orzechowska – część wsi Orzechówka w Polsce położona w województwie podkarpackim, w powiecie brzozowskim, w gminie Jasienica Rosielna. Leży na południowy wschód od centrum Orzechówki.
Dawniej samodzielna wieś i gmina jednostkowa w powiecie brzozowskim. Za II RP połączona z Orzechówką w jedną gminę.